# Beziehungen zwischen Nordkorea und den Vereinigten Staaten
Die Beziehungen zwischen Nordkorea und den Vereinigten Staaten beschreiben das zwischenstaatliche Verhältnis zwischen Nordkorea und den USA. Beide Länder unterhalten keine offiziellen diplomatischen Beziehungen und das Verhältnis beider Länder ist von einem starken Antagonismus geprägt. Zu den Streitpunkten gehören das Nordkoreanische Kernwaffenprogramm, die US-Sanktionen gegen Nordkorea und die Menschenrechtssituation in Nordkorea. Seit dem Ende des Koreakriegs ist der Antiamerikanismus Teil der Staatsideologie in dem totalitär regierten Nordkorea. Beide Länder haben dennoch diplomatische Kontakte aufrechterhalten, um Krisensituation zu deeskalieren und über Themen von beidseitigem Interesse zu verhandeln.
Die schwedische Botschaft in Pjöngjang bildet die diplomatische Vertretung der USA und bietet US-Bürgern begrenzte konsularische Dienstleistungen an. Nordkorea hat keine Botschaft in Washington, D.C., ist aber in den Vereinigten Staaten durch seine Mission bei den Vereinten Nationen in New York City vertreten.

## Geschichte

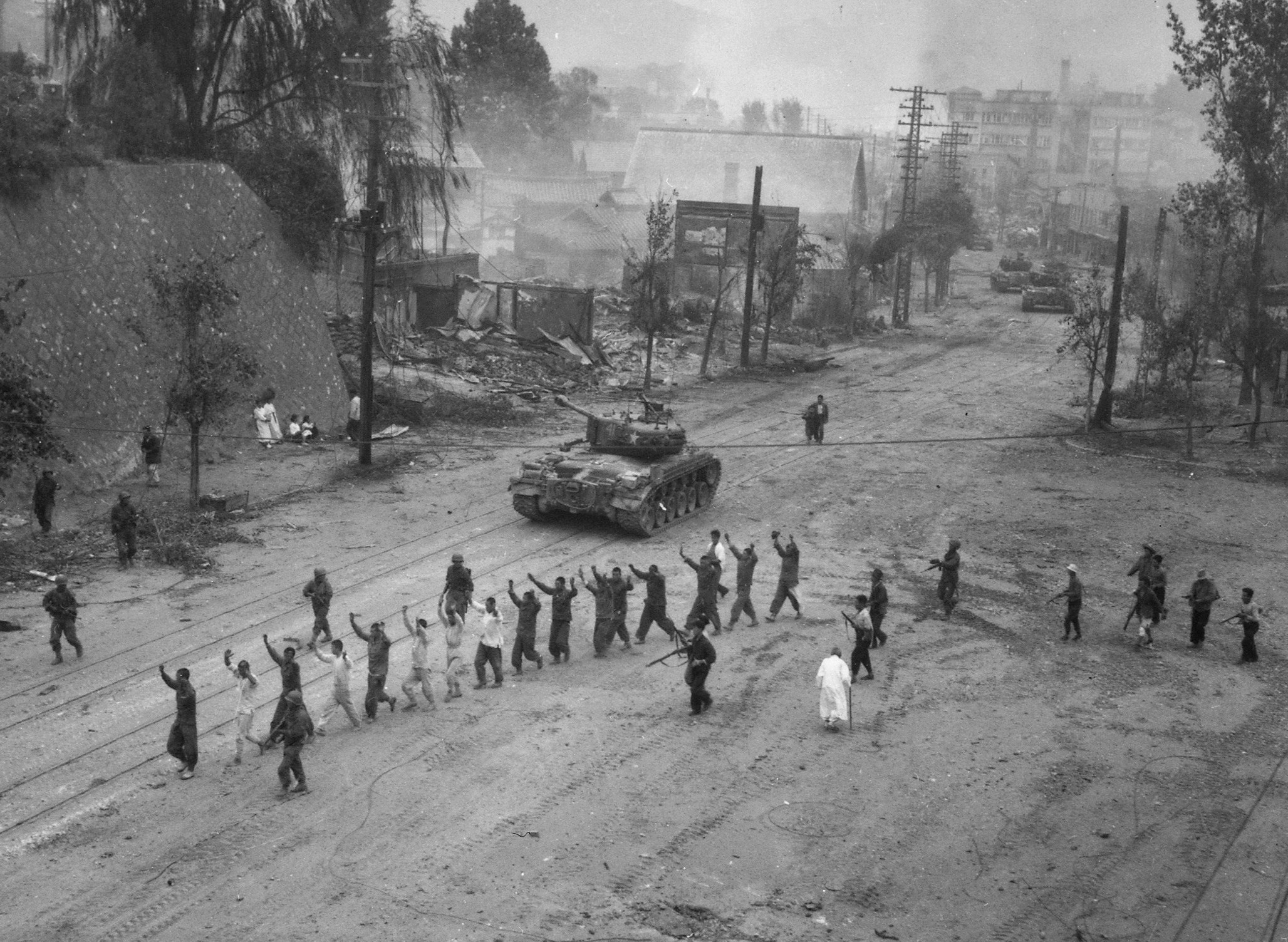
Amerikanischer Panzer in Seoul während des Koreakriegs (1950)

Nach dem Zweiten Weltkrieg teilten die Vereinten Nationen Korea entlang des 38. Breitengrades auf, was als vorübergehende Maßnahme gedacht war. Ein Zusammenbruch der Beziehungen zwischen den USA und der Sowjetunion (UdSSR) verhinderte jedoch eine Wiedervereinigung. Daraufhin teilten die USA und die UdSSR im August 1945 die Kontrolle über die koreanische Halbinsel auf, wobei die Sowjetarmee und ihre Stellvertreter eine kommunistische Regierung im Norden und die USA eine kapitalistische Regierung im Süden unterstützten. Am 9. September 1948 rief Kim Il-sung die Demokratische Volksrepublik Korea (DVRK) im Norden aus, welche von den USA nicht anerkannt und zwei Jahre später mit Wirtschaftssanktionen belegt wurde. Der Koreakrieg begann am 25. Juni 1950, als 75.000 Soldaten der koreanischen Volksarmee den 38. Breitengrad überquerten und in Südkorea einmarschierten, was zu einer UN-Intervention unter Führung der USA in den Konflikt führte. Während des Koreakriegs bombardierten die USA Nordkorea mit Flächenbombardements und warfen dabei 635.000 Tonnen Bomben und 32.557 Tonnen Napalm ab – mehr Waffen, als die Vereinigten Staaten im Zweiten Weltkrieg gegen die Japaner einsetzten. Knapp ein Fünftel der Bevölkerung kam dabei ums Leben. Die USA diskutierten auch über einen Einsatz von Atomwaffen in dem Konflikt, entschieden sich aber dagegen. Dank des Eingriffs der Volksrepublik China in den Konflikt überlebte die DVRK allerdings als Staat, und 1953 wurde ein Waffenstillstand an den Frontlinien des ursprünglichen 38. Breitengrades zwischen beiden Konfliktparteien vereinbart. 1953 unterzeichneten die USA einen Vertrag über gegenseitige Sicherheit, in dem sie versprachen, Südkorea vor einer nordkoreanischen Aggression zu schützen, indem sie US-Truppen entlang der demilitarisierten Zone (DMZ) stationierten und Südkorea unter den nuklearen Schutzschirm der USA stellten.

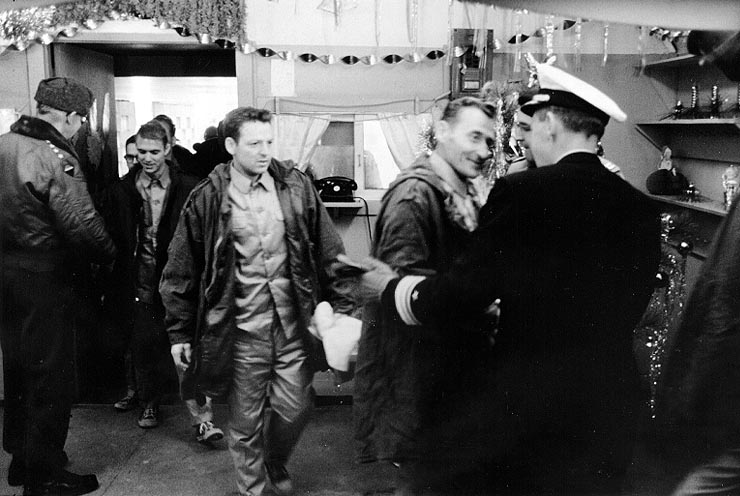
Freilassung der Besatzung der USS Pueblo (1968)

Nach dem Krieg gab es keine diplomatische Anerkennung und keinen Friedensvertrag zwischen Nordkorea und Südkorea sowie seinem Verbündeten, der USA, und das Verhältnis blieb schlecht. Am 23. Januar 1968 fingen Patrouillenboote der nordkoreanischen Marine das Spionageschiff USS Pueblo der US-Marine in umstrittenen Gewässern ab, nahmen die 83-köpfige Besatzung gefangen und überführten sie nach Pjöngjang, wo sie inhaftiert und gefoltert wurden. Nach fast einem Jahr mit erzwungenen Geständnissen und einer inszenierten Pressekonferenz wurde die Besatzung des Schiffs nach Verhandlungen freigelassen. Am 15. April 1969 wurde das Spionageflugzeug EC-121 der US-Marine von Nordkorea über dem Japanischen Meer abgeschossen, wobei 31 amerikanische Soldaten starben. US-Präsident Richard Nixon entschied sich allerdings inmitten des Vietnamkriegs gegen eine Vergeltungsaktion. Am 18. August 1976 kam es zur Ermordung von zwei Offizieren der US-Armee, Hauptmann Arthur Bonifas und Oberleutnant Mark Barrett, in der Joint Security Area (JSA). Weil sie einen Baum gefällt hatten, wurden sie von nordkoreanischen Soldaten mit Äxten erschlagen. Der Vorfall führte zu einer diplomatischen Krise und US-Präsident Gerald Ford leitete eine erhöhte militärische Alarmbereitschaft ein. Infolgedessen bedauerte der nordkoreanische oberste Führer Kim Il-sung den Vorfall, entschuldigte sich allerdings nicht. Nordkorea erlaubte daraufhin das Fällen von Bäumen in der JSA.

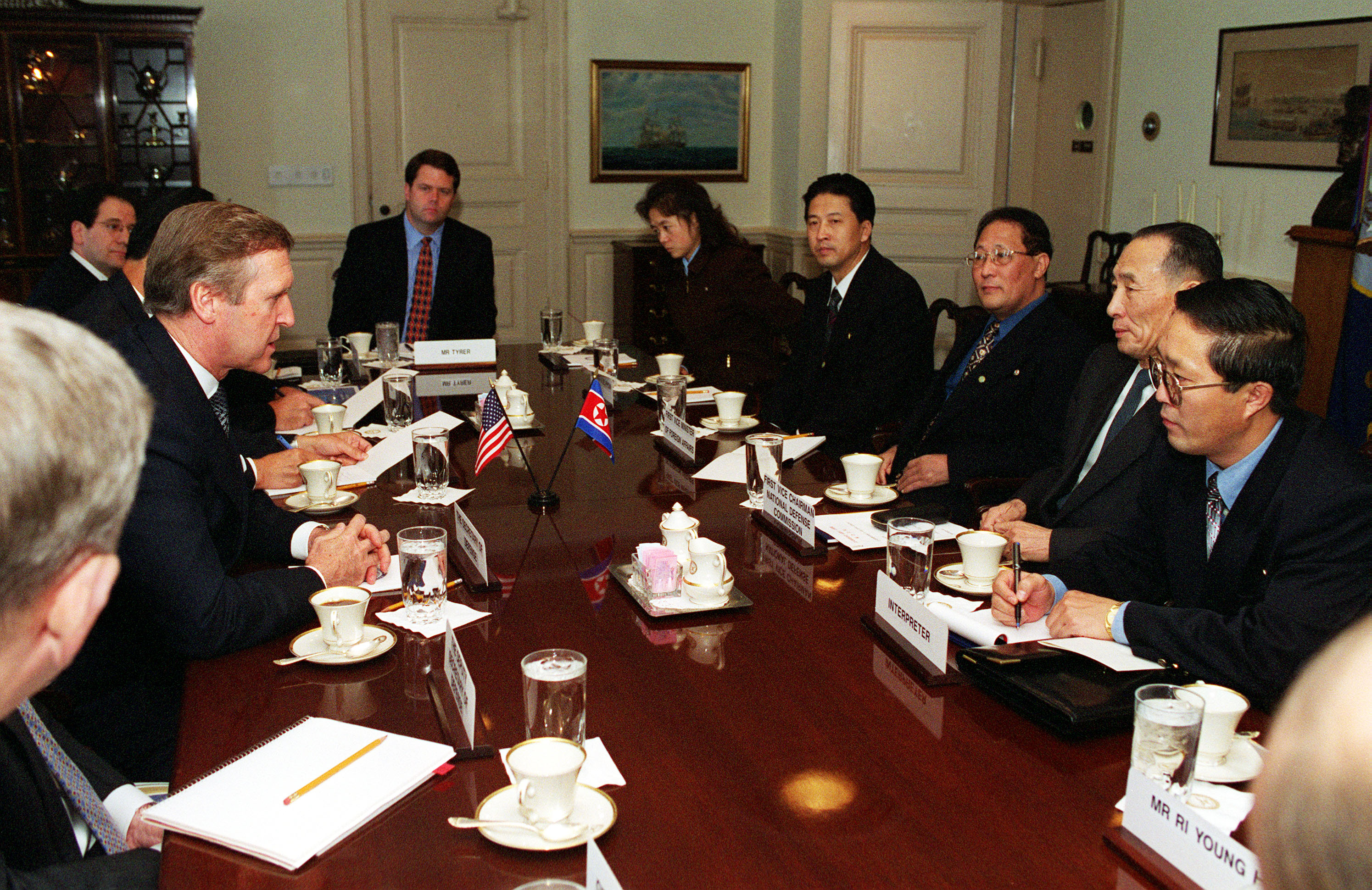
Verhandlungen zwischen Nordkorea und den USA (2000)

Mitte der 1980er Jahre entdeckten US-Spionagesatelliten Bauarbeiten im Zusammenhang mit einem möglichen nordkoreanischen Atomwaffenprogramm. Auf Druck der UdSSR trat Nordkorea im Dezember 1985 dem Atomwaffensperrvertrag bei. Nach dem Ende des Kalter Krieges zogen die USA ihre Atomwaffen aus Südkorea ab. 1993 kündigte Nordkorea seinen Austritt aus dem Atomwaffensperrvertrag an. Infolgedessen kam es zu Verhandlungen, weswegen ein Jahr später der Ex-Präsident Jimmy Carter nach Nordkorea reiste, wo er sich mit Kim Il-sung traf. Nach dem Tod von Kim Il-sung wurde unter seinem Nachfolger Kim Jong-il im Oktober 1994 das Genfer Rahmenabkommen vereinbart, wobei sich Nordkorea verpflichtete, sein Atomprogramm einzufrieren und im Gegenzug Wirtschaftshilfen aus den USA erhielt. Der Verlust der bisherigen Wirtschaftspartner wie der UdSSR oder der DDR führte zu einer schweren Wirtschaftskrise und einer Hungersnot in Nordkorea in den 1990er Jahren. Die Vereinigten Staaten gehörten zu den Ländern, welche humanitäre Hilfe an Nordkorea in Form von Lebensmittellieferungen leisteten. Ende der 1990er Jahre kam es zu Berichten, dass Nordkorea die Vereinbarungen des Rahmenabkommens verletzten würde und zu Streitigkeiten hinsichtlich des nordkoreanischen Programms zur Entwicklung von Interkontinentalraketen. Im Jahre 2000 reiste die US-Außenministerin Madeleine Albright nach Nordkorea und traf sich dort mit Kim Jong-il. Mit Beginn der Amtszeit von George W. Bush 2001 verschlechterten sich die Beziehungen zu Nordkorea. Dieser war kein Freund des Genfer Rahmenabkommens, bezeichnete das Land als Teil der Achse des Bösen und verstärkte die ausländischen Interventionen der USA. 2003 kündigte Nordkorea nach Streitigkeiten seinen Rückzug aus dem Genfer Rahmenabkommen an und begann mit der Wiederaufbereitung von Plutonium.
Im August 2003 wurden infolgedessen die Sechs-Parteien-Gespräche zur Lösung der Krise ins Leben gerufen. Nach zweijährigen Verhandlungen trat Nordkorea aus den Verhandlungen aus und im Oktober 2006 führte Nordkorea seinen ersten Atomwaffentest durch. Eine Wiederbelebung der Sechs-Parteien-Gespräche begann 2007 und eine Einigung stand 2008 kurz bevor, als die USA Sanktionen gegen Nordkorea aufhoben und das Land von der Liste der Staaten, die den Terrorismus unterstützen, strich. Eine endgültige Einigung konnte allerdings nicht erreicht werden und 2009 scheiterten die Gespräche schließlich. 2010 verschärften die USA unter Präsident Barack Obama die Sanktionen gegen das Land und der neue nordkoreanische oberste Führer Kim Jong-un intensivierte das Atomprogramm mit Beginn seiner Amtszeit im Jahre 2011 weiter. 2014 kam es zu einem Hackerangriff der Nordkoreaner auf das Filmstudio Sony Pictures Entertainment aufgrund der Produktion des satirischen Films The Interview. Als Reaktion begannen die USA Sekundärsanktionen gegen das Land zu erheben, welches alle Organisationen, die Geschäfte mit Nordkorea machen, mit US-amerikanischen Sanktionen belegt. Nach dem Amtsantritt von Donald Trump als US-Präsident 2017 kam es zu einer Eskalation der Rhetorik zwischen beiden Staaten. Trump drohte Nordkorea 2017 in einer Rede vor der UN-Generalversammlung mit der „totalen Zerstörung“ und bezeichnete dessen Diktator Kim Jong-un als „klein und fett“ sowie als „Raketenmann“. Im Gegenzug bezeichneten nordkoreanische Medien Trump als „abscheulichen Verbrecher, der vom koreanischen Volk zum Tode verurteilt wurde“ und Diktator Kim drohte dem „geistesgestörten Greis“ Trump mit „Feuer“. Anfang 2018 prahlte Trump auf Twitter damit, dass sein Atomwaffenknopf „größer und mächtiger“ sei als der von Kim Jong-un.

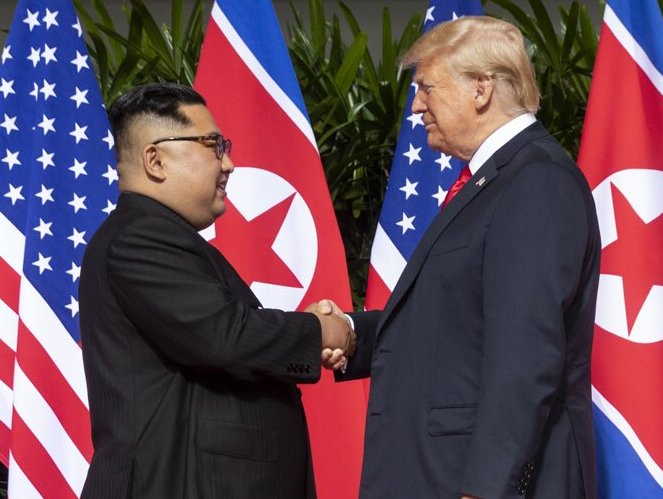
Kim Jong-un und Donald Trump in Singapur (2018)

Danach kam es überraschend zur Annäherung der beiden Staaten und zu einem Gipfeltreffen in Singapur zwischen Donald Trump und Kim Jong-Un im Juni 2018. Der Gipfel gilt als historisch bedeutend, weil es die erste Begegnung zwischen einem US-Präsidenten und einem nordkoreanischen Staatsführer seit der Gründung Nordkoreas 1948 war. Im Februar 2019 kam es zu einem weiteren Gipfeltreffen in Hanoi zwischen beiden Staatschefs. Trump äußerte sich nach den persönlichen Treffen positiv über Kim und bekundete seine „Liebe“ zum nordkoreanischen Diktator. Am 30. Juni 2019 traf Präsident Trump zusammen mit Moon Jae-in in der DMZ mit Kim zusammen und überquerte kurzzeitig die Grenzlinie auf der nordkoreanischen Seite der DMZ, womit er der erste amtierende US-Präsident war, der Nordkorea betrat. Die Verhandlungen führten allerdings zu keiner Einigung, da Nordkorea die sofortige Aufhebung der Sanktionen verlangte, während die USA erst konkrete Schritte von Nordkorea zur Denuklearisierung verlangten, weshalb die Krise nicht gelöst werden konnte. 2022 gab Nordkorea den USA die Schuld am Russisch-Ukrainischen Krieg und lieferte laut Medienberichten Waffen zur Unterstützung der russischen Kriegsführung.

## Wirtschaft
Die USA haben, mit kurzer Unterbrechung, seit dem Jahre 1950 Wirtschaftssanktionen gegen Nordkorea erhoben, die im Rahmen des nordkoreanischen Atomprogramms verschärft wurden. Sie haben auch andere Länder unter Druck gesetzt, das nordkoreanische Regime politisch und wirtschaftlich zu isolieren. Es bestehen deshalb auch keine Handelsbeziehungen zwischen beiden Staaten. Die USA haben aber im Rahmen von humanitären Krisen in Nordkorea und politischen Tauwetterperioden Wirtschaftshilfen an das Land geleistet. Zwischen 1995 und 2008 beliefen sich die amerikanischen Hilfen für das Land auf 1,3 Milliarden US-Dollar, darunter Lebensmittelhilfen und Energiehilfen. Nach 2009 stellten die USA ihre Hilfen ein.
Zu den Einnahmequellen des Nordkoreanischen Regimes zählt neben dem Verkauf der eigenen Staatsbürger als Arbeitssklaven ins Ausland, dem Verkauf von Drogen und Waffen sowie Internetbetrug und Geldwäsche auch die Fälschung von US-Banknoten.

## Kontakte zwischen beiden Ländern
In den frühen 1960er Jahren liefen mehrere US-amerikanische Soldaten zu Nordkorea über. Nur ein Überläufer, Charles Jenkins, kehrte in die USA zurück und musste sich vor einem US-Militärgericht verantworten, wo er sich der Desertion und der Unterstützung des Feindes schuldig bekannte und eine einmonatige Haftstrafe verbüste. Jerry Parrish, Larry Abshier und James Dresnok starben in Nordkorea eines natürlichen Todes. US-Überläufer traten in nordkoreanischen Propagandafilmen auf, wo sie stereotype westliche Imperialisten verkörperten.
Im Februar 2008 besuchten die New Yorker Philharmoniker Nordkorea. Das Konzert wurde im koreanischen Zentralfernsehen übertragen.
US-Amerikaner haben sich als Hilfsarbeiter und Touristen in Nordkorea aufgehalten. 2016 wurde der US-Tourist Otto Warmbier in Nordkorea verhaftet, weil er ein Propagandaplakat abgehängt hatte. Er wurde dafür zu 15 Jahren Lagerhaft in Nordkorea verurteilt. Im folgenden Jahr fiel er während seiner Haftzeit ins Koma und starb kurz nach seiner Abschiebung in die USA. Der Vorfall löste einen diplomatischen Eklat aus und die USA verboten ihren Staatsbürgern nach dem Vorfall die Einreise nach Nordkorea.

## Antiamerikanismus in Nordkorea

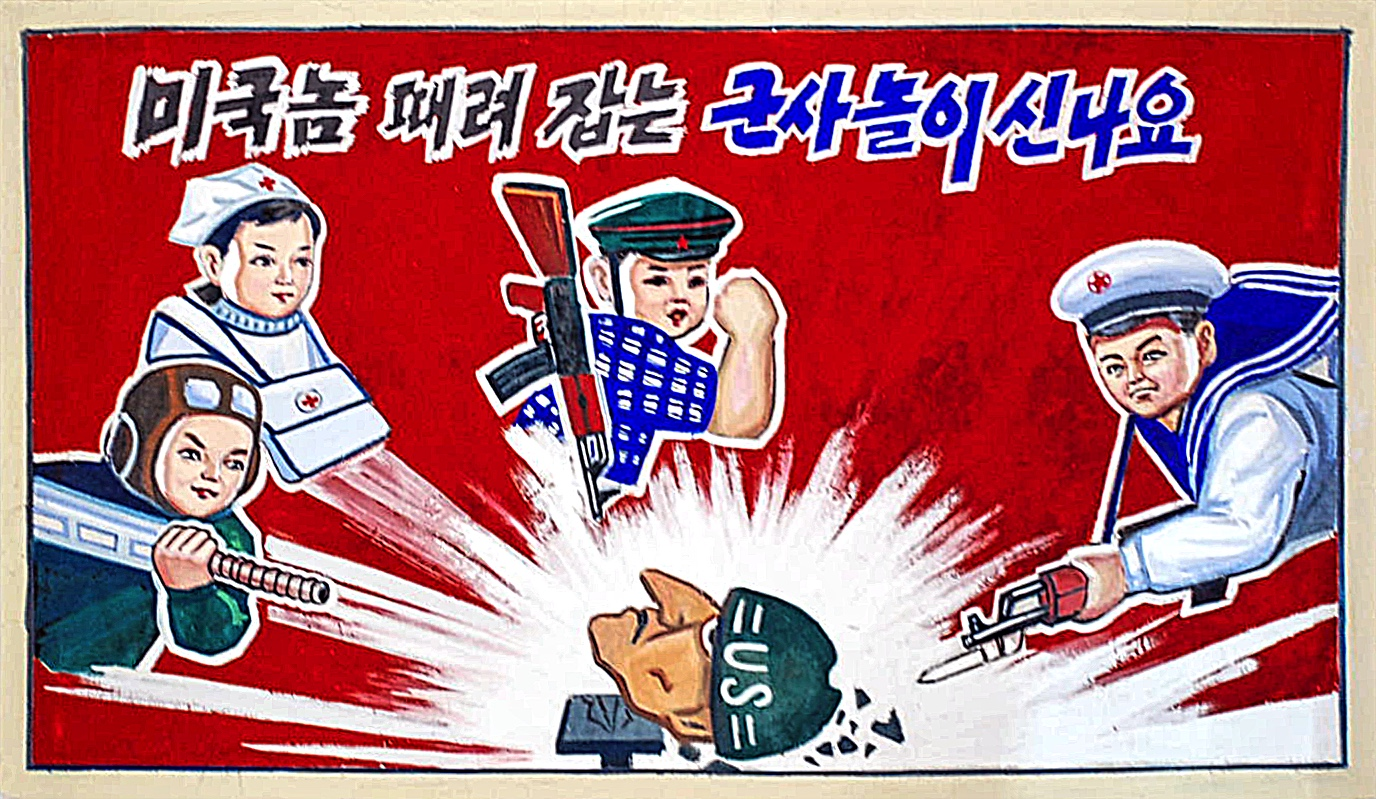
Antiamerikanisches Propagandaposter in einer Grundschule (2008)

Der Antiamerikanismus wird in Nordkorea als Teil der Staatsideologie propagiert, häufig mit Bezug zum Koreakrieg. Die USA werden in den nordkoreanischen Staatsmedien und in Propagandafilmen als imperialistische Aggressoren dargestellt, welche der Nation feindlich gegenüber stehen und einen Teil der koreanischen Halbinsel besetzt halten. Hass auf die USA ist auch Teil des Lehrplans an nordkoreanischen Schulen und Universitäten und an vielen Orten ist antiamerikanische Propaganda in Form von Schriftzügen, Bildern und Plakaten zu finden. Nordkorea drohte den USA und seinen Verbündeten wiederholt mit Vernichtung durch seine Atomwaffen. Amerikanische Politiker werden regelmäßig von nordkoreanischen Medien beleidigt, so wurde US-Präsident Obama 2014 in nordkoreanischen Staatsmedien „bösartiger schwarzer Affe“ bezeichnet.  Am 23. Juni 2018 wurde berichtet, dass Nordkorea seine Anti-US-Propaganda entfernt hat, nachdem es zu einer Annäherung beiden Staaten gekommen war. Bald darauf wurde die antiamerikanische Propaganda laut Berichten allerdings wieder verstärkt.